# Sint-Sebastiaankapel (Laar)

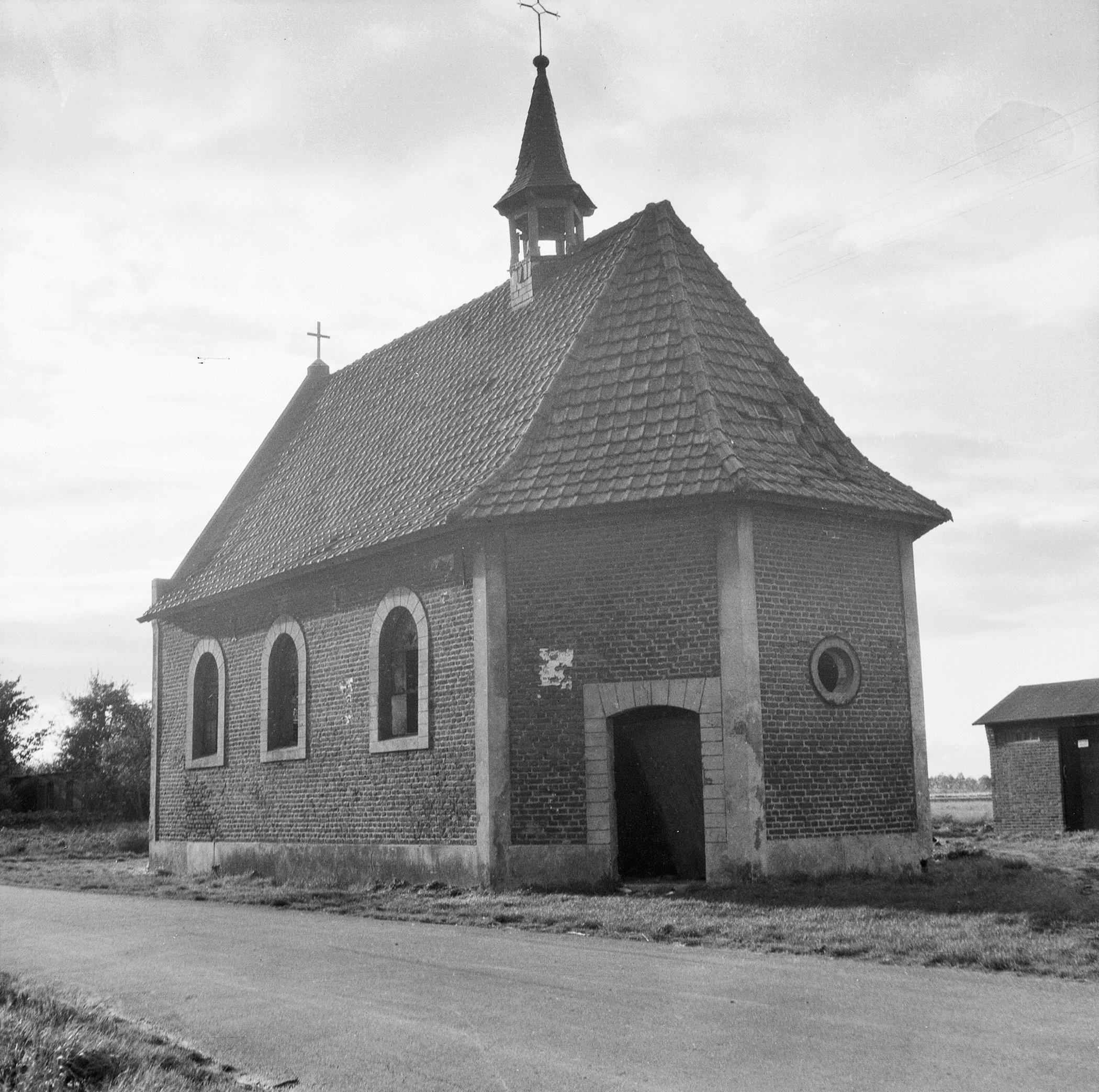
Sint-Sebastiaankapel, achterzijde

De Sint-Sebastiaankapel (in de volksmond: Moezekapel) is een betreedbare kapel te Laar in de Nederlandse gemeente Weert. De kapel staat aan de Sint-Sebastiaanskapelstraat 5b op een licht verhoogd grasveld en omringd is door lindebomen.
Op ongeveer 500 meter naar het zuidwesten staat de Mariakapel.
De kapel is gewijd aan de heilige Sebastiaan.

## Geschiedenis
In 1523 werd de kapel voor het eerst vermeld.
In de 17e en 18e eeuw werd de kapel gebouwd met in een zijgevel nog resten van een 15e-eeuwse vakwerkconstructie.
Toen in 1944 te Laar een rectoraat werd ingesteld werden ook missen in de kapel opgedragen. Deze was echter te klein en in 1948 werd de parochiekerk gebouwd.
De kapel werd in 1967 door de buurtbewoners gerestaureerd en in 1976 werd ook het interieur opgeknapt. Kostbare beelden, in het bezit van de kapel, bevinden zich sindsdien in het Gemeentemuseum Weert.
In 1967 werd de kapel ingeschreven in het rijksmonumentenregister.

### Bedevaart
Hier vond waarschijnlijk al in de 17de eeuw tevens een verering van Sint Gertrudis plaats. Bedevaartgangers bezochten deze kapel omdat Sint Gertrudis ratten- en muizenplagen zou kunnen voorkomen. Tot in de eerste helft van de 20e eeuw kwamen boeren hier gezegend moezewater (Nederlands: muizenwater) halen dat afkomstig was uit de poel naast de kapel. Dit sprenkelde men in stallen en huizen. Sinds medio 20e eeuw is deze bedevaart verdwenen. De Gertrudisverering te Laar werd al vermeld in 1467.

## Bouwwerk
De bakstenen kapel heeft een driezijdige koorsluiting en wordt gedekt door een zadeldak met pannen. Op de nok van het dak is een dakruiter geplaatst met daarin een klokje uit 1681, gegoten door J. Wickraht. De kapel heeft drie traveeën met vakwerk met in de zuidelijke gevel in de tweede en derde travee een segmentboogvenster en op de kop van de koorsluiting een rond venster. De frontgevel is een tuitgevel met verbrede aanzet en schouderstukken. In de frontgevel bevindt zich de korfboogvormige toegang die wordt afgesloten met een rode deur en hoger in de gevel een rechthoekig venster en vlechtingen.